# 新古典綜合學派
新古典綜合學派（英語：Neoclassical synthesis），又称新古典-凯恩斯綜合學派（英語：neoclassical–Keynesian synthesis）或新凯恩斯主义（英語：neo-Keynesianism），是一个在二戰之後由约翰·希克斯、法蘭科·莫迪利安尼與保羅·薩繆爾森所建立的經濟學學派。這個學派希望將凯恩斯主义的思想，導入新古典主義經濟學的分析架構之中，希望個體經濟學與總體經濟學，能夠經由數學模型而統一。新古典綜合学派是现代主流經濟學的基礎。
這個學派最早由约翰·希克斯發展，保羅·薩繆爾森在美國繼之推廣。保羅·薩繆爾森在其寫作的《經濟學》，大量引介新古典綜合學派的看法，此書成為美國大學中教授經濟學的重要教科書，這個學派也隨之擴展到世界各地。他們推廣约翰·希克斯於1937年提出的IS/LM模型，用來解釋凱恩斯主義經濟學，也將新古典主義經濟學的市場供给和需求模型導入凱恩斯主義經濟學中。